# Брачиляно
Брачиля̀но (на италиански: Bracigliano; на неаполитански: Vraciglian', Врачилянъ) е градче и община в Южна Италия, провинция Салерно, регион Кампания. Разположено е на 327 m надморска височина. Населението на общината е 5621 души (към 2010 г.).